# カウントダウン (Coccoの曲)
「カウントダウン」は、Coccoのデビュー・シングル。1997年3月21日発売。発売元はビクターエンタテインメント。

## 概要
当時珍しかった12cmCDシングルで発売（ちなみにCoccoのシングルは全て12cmCD）。
彼女のメジャーデビュー後のCDの中で一番売上枚数が少なく、順位も一番低い。
発売から20年後となる2017年3月31日放送、テレビ朝日系「ミュージックステーション3時間スペシャル」で初披露された。

## 収録曲
全編曲：根岸孝旨
1. カウントダウン（5:19）
  - 作詞・作曲：こっこ
2. 遺書。（5:31）
  - 作詞：こっこ／作曲：成田忍
3. Way Out（4:37）
  - 作詞・作曲：こっこ

## 収録アルバム
カウントダウン
- オリジナル『ブーゲンビリア』（1997年5 月21日)
- ベスト『ベスト+裏ベスト+未発表曲集』（2001年9月5日)
- ベスト『ザ・ベスト盤』　(2011年8月15日)

遺書。
- オリジナル『ブーゲンビリア』（1997年5 月21日)
- ベスト『ベスト+裏ベスト+未発表曲集』（2001年9月5日)

Way Out
- ベスト『ベスト+裏ベスト+未発表曲集』（2001年9月5日)